# Drugi gabinet Tony’ego Blaira

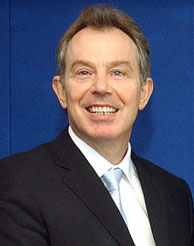
Tony Blair, premier, pierwszy lord skarbu, minister służby cywilnej

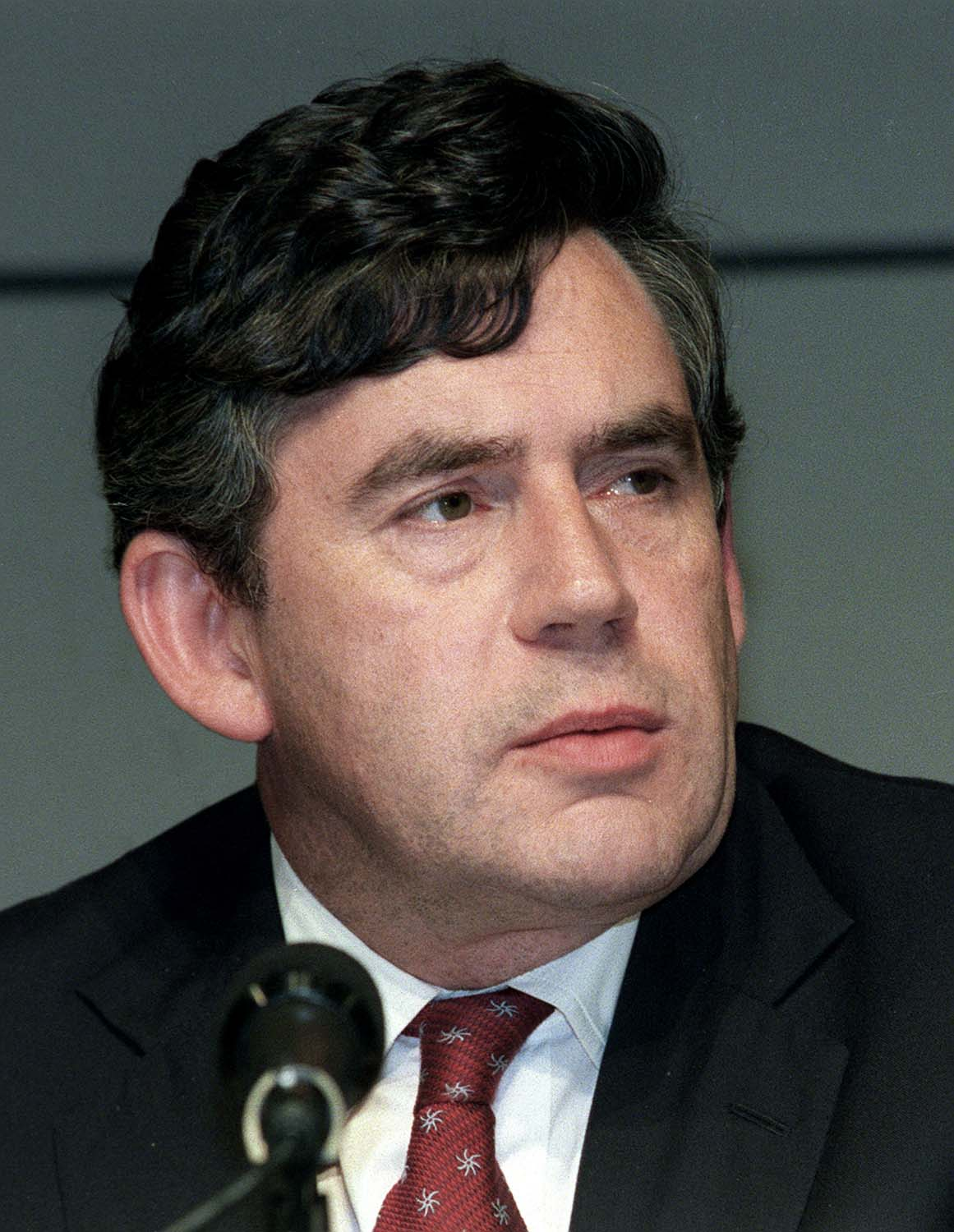
Gordon Brown, kanclerz skarbu, drugi lord skarbu

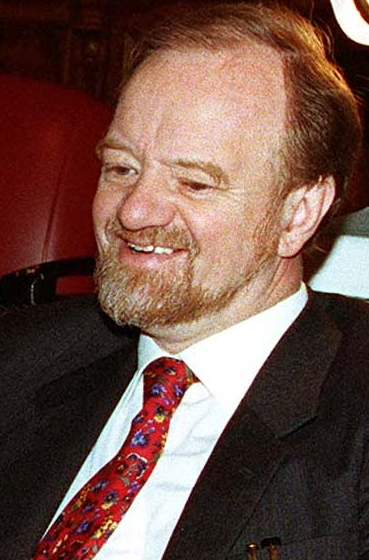
Robert Finlayson Cook, przewodniczący Izby Gmin, lord przewodniczący Rady

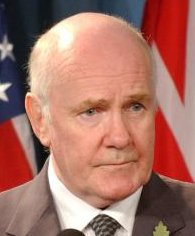
John Reid, minister ds. Irlandii Północnej, minister bez teki, przewodniczący Izby Gmin, lord przewodniczący Rady, minister zdrowia

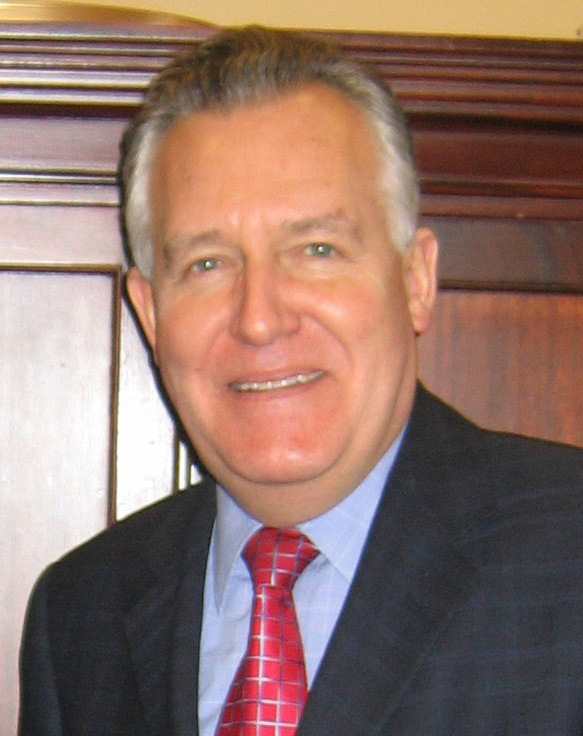
Peter Hain, minister ds. Walii, lord tajnej pieczęci, przewodniczący Izby Gmin

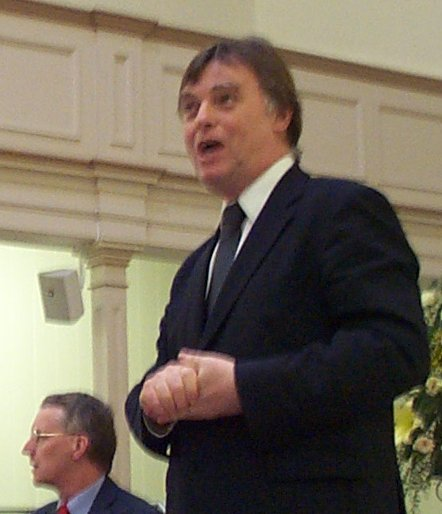
Andrew Smith, naczelny sekretarz skarbu, minister pracy i emerytur

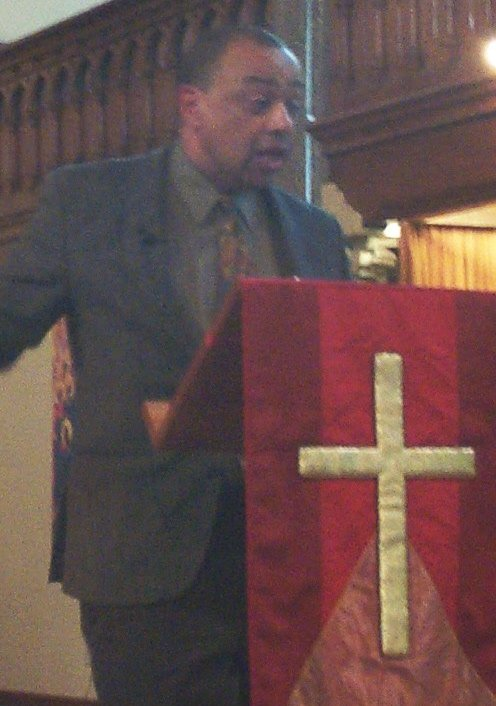
Paul Boateng, naczelny sekretarz skarbu

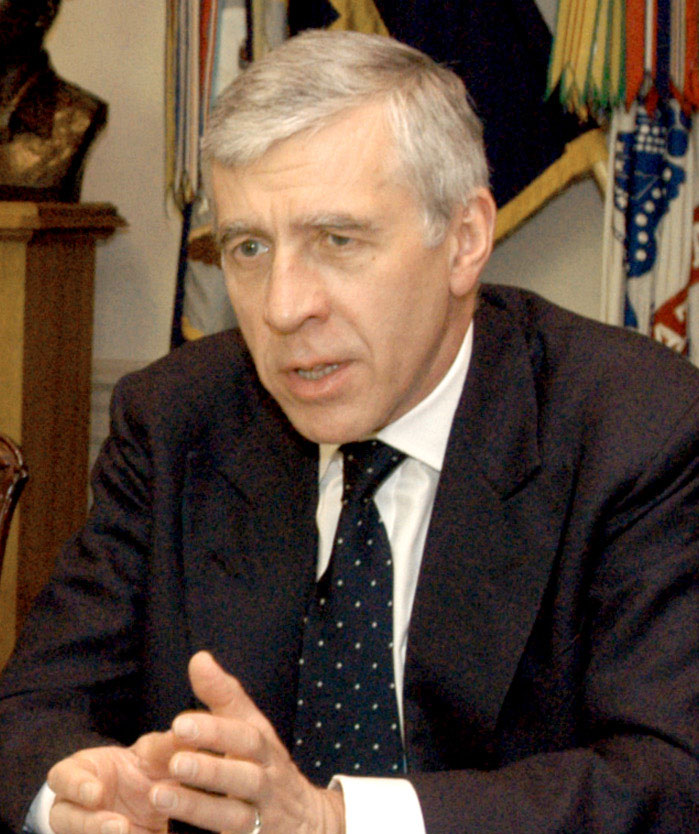
Jack Straw, minister spraw zagranicznych

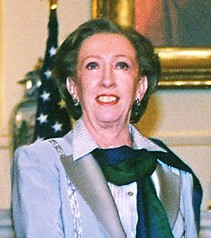
Margaret Beckett, minister środowiska, żywności i spraw wsi

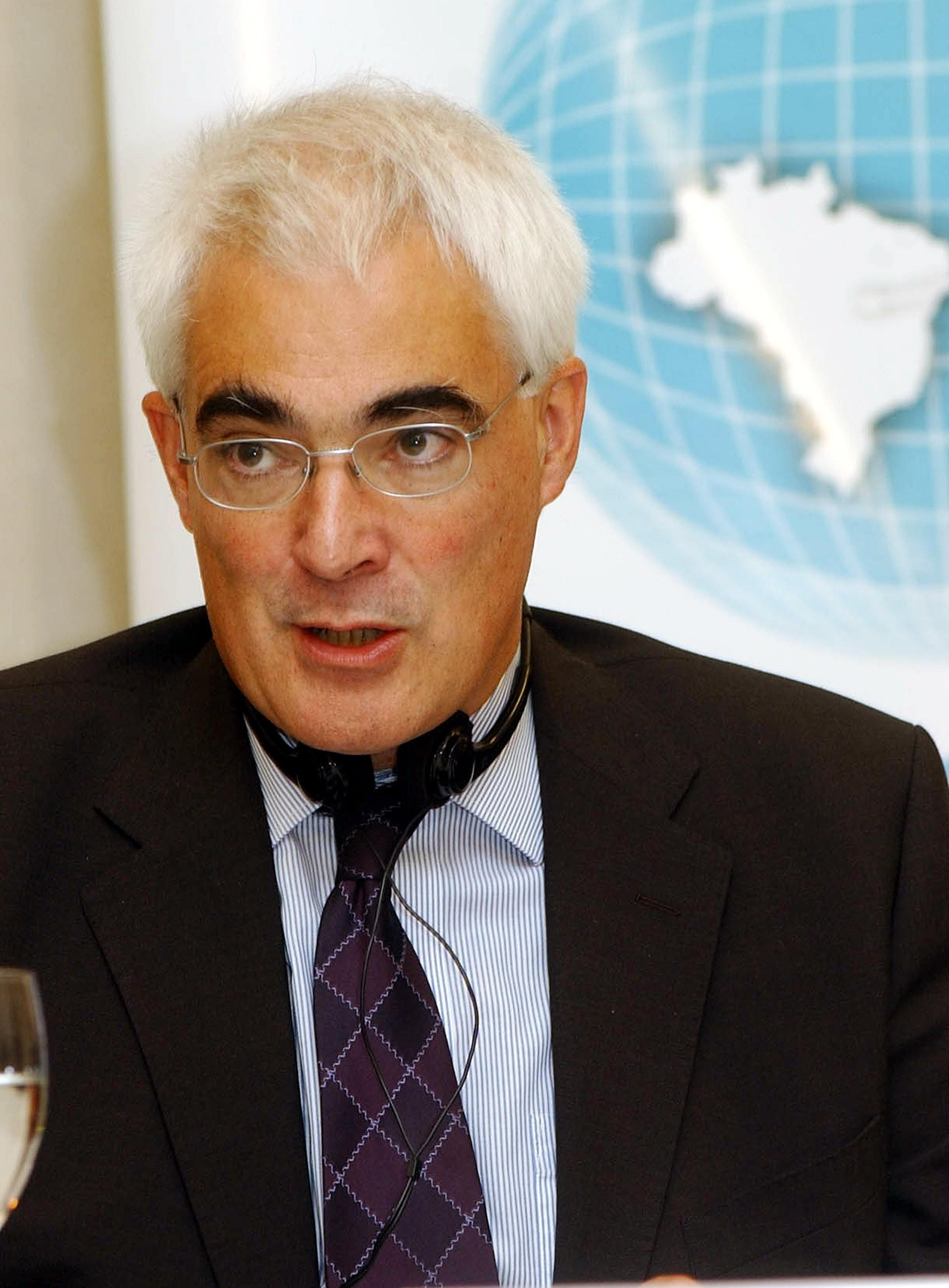
Alistair Darling, minister pracy i emerytur, minister transportu, minister ds. Szkocji

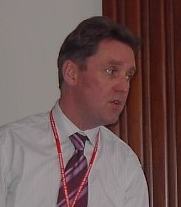
Alan Milburn, minister zdrowia, kanclerz Księstwa Lancaster

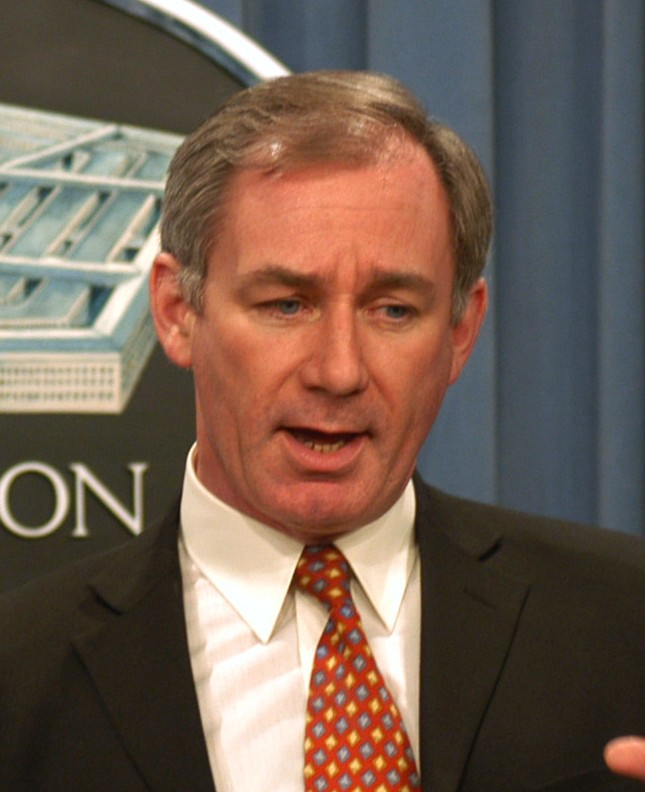
Geoff Hoon, minister obrony

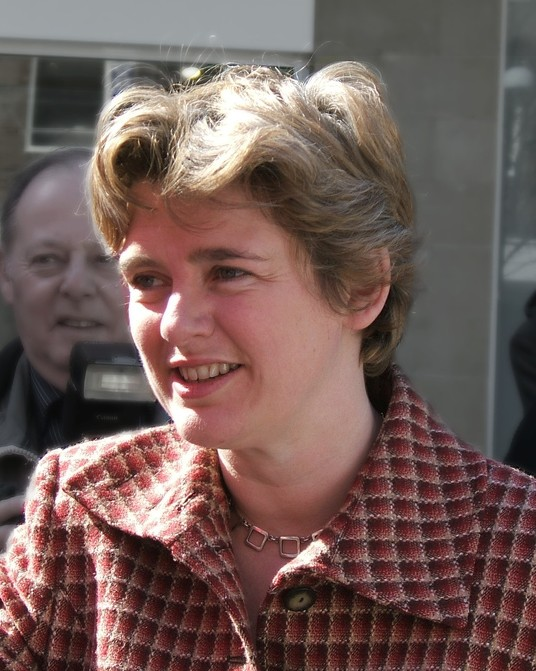
Ruth Kelly, minister edukacji i zdolności

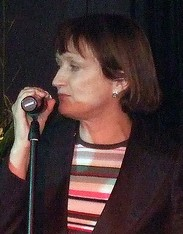
Tessa Jowell, minister kultury, mediów i sportu

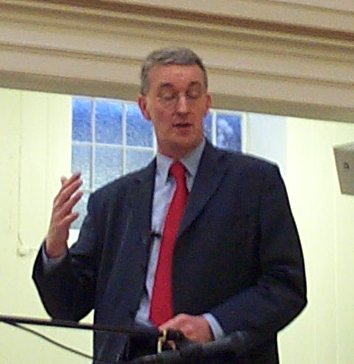
Hilary Benn, minister ds. rozwoju międzynarodowego

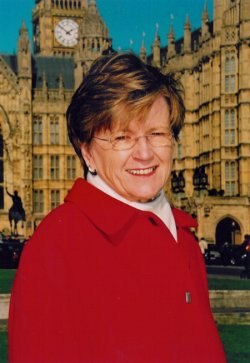
Hilary Armstrong, parlamentarny sekretarz skarbu

Drugi gabinet Partii Pracy pod przewodnictwem Tony’ego Blaira powstał po wyborach parlamentarnych w czerwcu 2001 r. i przetrwał do kolejnych wyborów w maju 2005 r.

## Skład gabinetu
| Urząd                                                 | Imię i nazwisko                                                                                       | Kadencja                      |
| ----------------------------------------------------- | --- | ----------------------------- |
| Premier Pierwszy lord skarbu Minister służby cywilnej | Tony Blair                                                                                            | 2001–2005                     |
|                                                       | |                               |
| Wicepremier Pierwszy sekretarz stanu                  | John Prescott                                                                                         | 2001–2005                     |
| Kanclerz skarbu Drugi lord skarbu                     | Gordon Brown                                                                                          | 2001–2005                     |
| Lord kanclerz                                         | Derry Irvine, baron Irvine of Lairg Charles Falconer, baron Falconer of Thoroton                      | 2001–2003 2003–2005           |
| Minister spraw konstytucyjnych                        | Charles Falconer, baron Falconer of Thoroton                                                          | 2003–2005                     |
| Przewodniczący Izby Gmin                              | Robert Finlayson Cook John Reid Peter Hain                                                            | 2001–2003 2003 2003–2005      |
| Przewodniczący Izby Lordów                            | Gareth Williams, baron Williams of Mostyn Valerie Amos, baronowa Amos                                 | 2001–2003 2003 2003–2005      |
| Lord przewodniczący Rady                              | Robert Finlayson Cook John Reid Gareth Williams, baron Williams of Mostyn Valerie Amos, baronowa Amos | 2001–2003 2003 2003–2005      |
| Lord tajnej pieczęci                                  | Gareth Williams, baron Williams of Mostyn Peter Hain                                                  | 2001–2003 2003–2005           |
| Naczelny sekretarz skarbu                             | Andrew Smith Paul Boateng                                                                             | 2001–2002 2002–2005           |
| Minister spraw zagranicznych                          | Jack Straw                                                                                            | 2001–2005                     |
| Minister spraw wewnętrznych                           | David Blunkett Charles Clarke                                                                         | 2001–2004 2004–2005           |
| Minister środowiska, żywności i spraw wsi             | Margaret Beckett                                                                                      | 2001–2005                     |
| Minister transportu                                   | Stephen Byers Alistair Darling                                                                        | 2001–2002 2002–2005           |
| Minister zdrowia                                      | Alan Milburn John Reid                                                                                | 2001–2003 2003–2005           |
| Minister obrony                                       | Geoff Hoon                                                                                            | 2001–2005                     |
| Minister pracy i emerytur                             | Alistair Darling Andrew Smith Alan Johnson                                                            | 2001–2002 2002–2004 2004–2005 |
| Minister edukacji i zdolności                         | Estelle Morris Charles Clarke Ruth Kelly                                                              | 2001–2002 2002–2004 2004–2005 |
| Minister handlu i przemysłu                           | Patricia Hewitt                                                                                       | 2001–2005                     |
| Minister kultury, mediów i sportu                     | Tessa Jowell                                                                                          | 2001–2005                     |
| Minister ds. rozwoju międzynarodowego                 | Clare Short Valerie Amos, baronowa Amos Hilary Benn                                                   | 2001–2003 2003 2003–2005      |
| Minister ds. Irlandii Północnej                       | John Reid Paul Murphy                                                                                 | 2001–2002 2002–2005           |
| Minister ds. Szkocji                                  | Helen Liddell Alistair Darling                                                                        | 2001–2003 2003–2005           |
| Minister ds. Walii                                    | Paul Murphy Peter Hain                                                                                | 2001–2002 2002–2005           |
| Minister bez teki                                     | Charles Clarke John Reid Ian McCartney                                                                | 2001–2002 2002–2003 2003–2005 |
| Parlamentarny sekretarz skarbu                        | Hilary Armstrong                                                                                      | 2001–2005                     |
| Kanclerz Księstwa Lancaster                           | Alan Milburn                                                                                          | 2004–2005                     |